# Chiesa di San Rocco (Napoli, Ponticelli)
La chiesa di San Rocco è un luogo di culto cattolico di Napoli, nel quartiere di Ponticelli.

## Storia
Venne fondata nel 1578 su una precedente cappella del 1528 e dedicata a San Rocco di Montpellier, protettore degli appestati. Fu elevata a parrocchia nel 1943 e restaurata nel 1977.
L'interno è a navata unica ed è custode di un altare maggiore marmoreo e di una statua lignea del XVIII secolo, raffigurante San Rocco (non vi sono informazioni circa il nome dell'artista). Sulle pareti della navata, inoltre, sono illustrate le scene di vita del Santo.